# Брендстрём, Эльза
Эльза Брендстрём (швед. Elsa Brändström; 26 марта 1888 года, Санкт-Петербург — 4 марта 1948 года, Кембридж) — шведская медсестра, получившая известность как «спаситель» немецких и австрийских военнопленных, которые по воле судьбы оказались в России. Была известна как «ангел Сибири» (нем. Engel von Sibirien), пять раз была кандидатом на получение Нобелевской премии мира.

## Биография

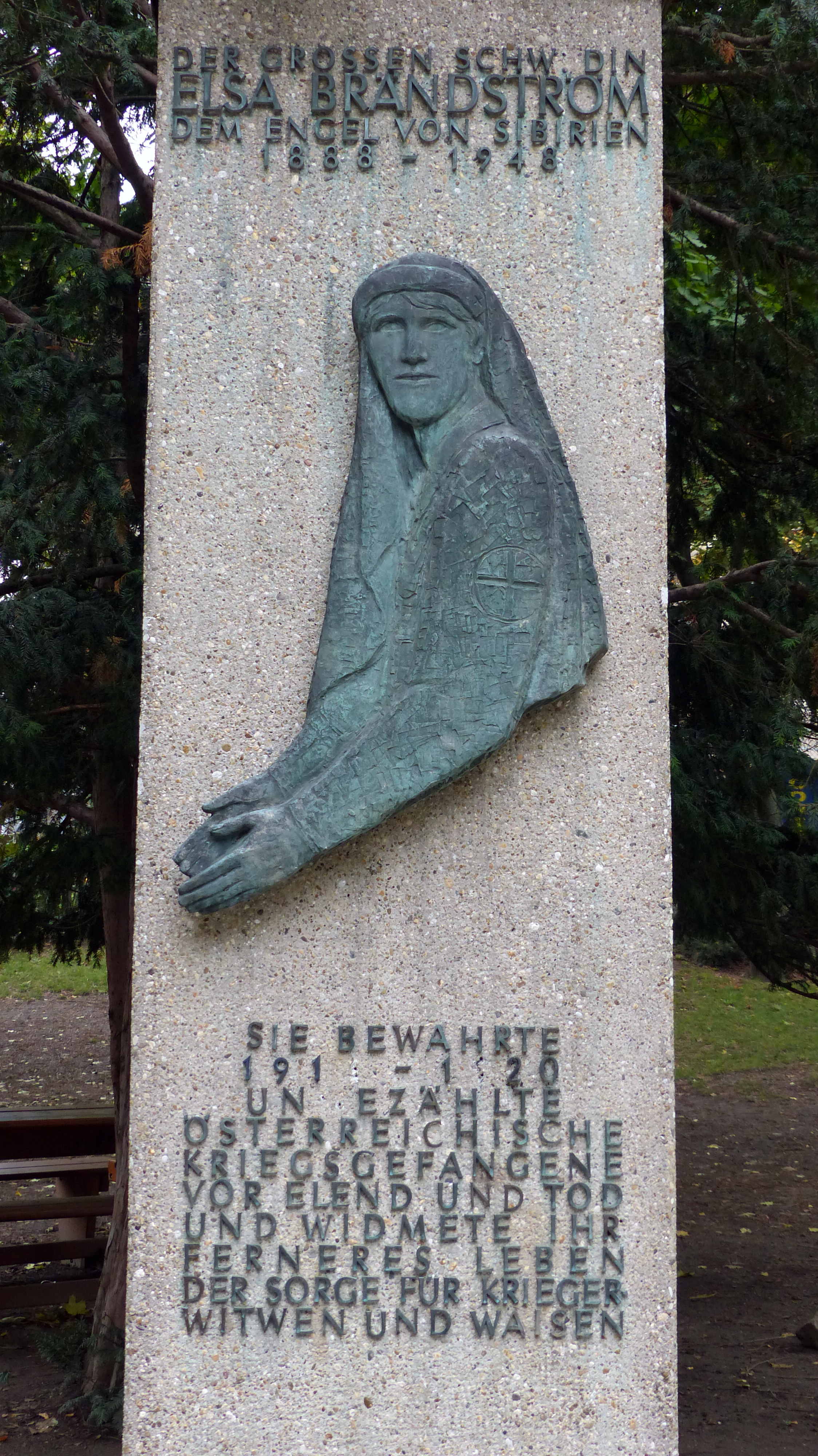
Памятник Эльзе Брендстрём в Вене

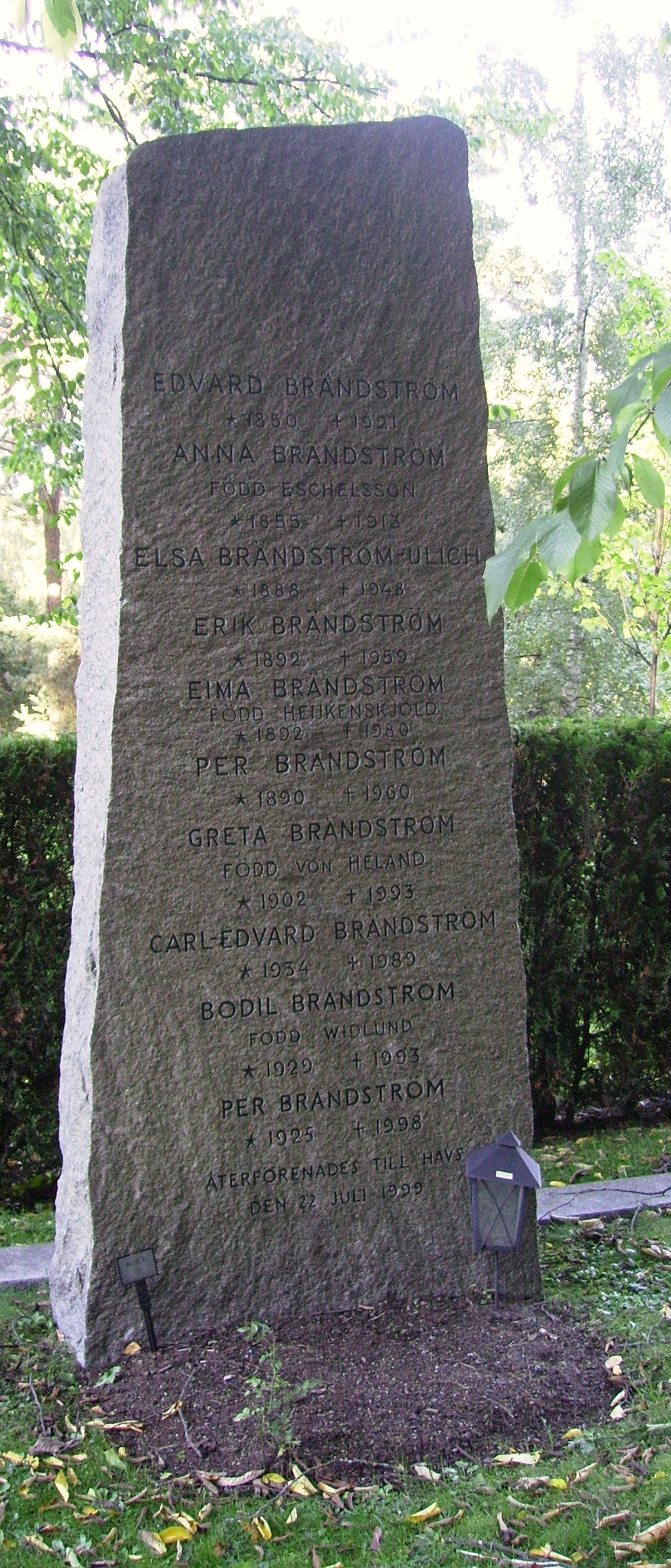
Памятник на могиле Эльзы Брендстрём, Швеция

Эльза Брендстрём родилась 26 марта 1888 года в Санкт-Петербурге. Она была дочерью шведского военного дипломата, Эдварда Брендстрём (Edvard Brändström) и его жены Анны Вильгельмины Эсхельсон (Anna Wilhelmina Eschelsson). В 1891 году, когда Эльзе было три года, Эдвард Брендстрём и его семья вернулась в Швецию. В 1906 году Эдвард Брендстрём стал шведским послом при дворе императора Николая II и вновь приехал в Санкт-Петербург.
Эльза провела свое детство в шведском городе Линчёпинге. С 1906 по 1908 год она училась в педагогическом колледже в Стокгольме, в 1908 году вернулась в Санкт-Петербург. Мать Эльзы умерла в 1913 году. С началом Первой мировой войны Эльза также оказалась в Санкт-Петербурге. В то время в России многие представительницы высшего общества учились на курсах по уходу за больными, получали удостоверение сестры милосердия с правом ношения формы сестры. Шведское общество устроило в Петрограде лазарет для раненых русских солдат, там Эльза около года работала в качестве медсестры. В 1914 году Эльза Брендстрём принимала раненных военнопленных в Николаевском военном госпитале на Суворовском проспекте. Её отец, Эдвард Брендстрём, будучи главой дипломатической миссии нейтрального государства, руководил попечительством о военнопленных немцах и австрийцах.
Эльза устроилась на работу в Шведский Красный Крест.

### В годы Первой мировой войны
В 1915 году Эльза Брендстрём в составе шведского Красного Креста отправилась в Сибирь вместе со своим другом и помощником Этель фон Хейденстам заниматься лечением немецких и австрийских военнопленных. Многие из них страдали там от болезней, голода и холода. Эльза Брендстрём побывала в Сибири в одном из лагерей и решила посвятить свою жизнь оказанию помощи военнопленным, за что получила известность как «ангел Сибири».
Вернувшись в Петербург, она занялась организацией помощи людям, оказавшимся в лагерях. В 1918 году, после Октябрьской революции оказывать помощь стало затруднительным делом, однако Брендстрём не сдавалась. С 1919 по 1920 год она совершила несколько поездок в Сибирь, пока не была арестована в Омске, после чего была приговорена к смертной казни за шпионаж. Позднее приговор был отменен, а в 1920 году Брендстрём была выслана из России. Она вернулась в Швецию через Штеттин кораблем MS Lisboa. Там она организовала сбор средств для бывших военнопленных и их семей, после чего эмигрировала в Германию.

### Мирное время

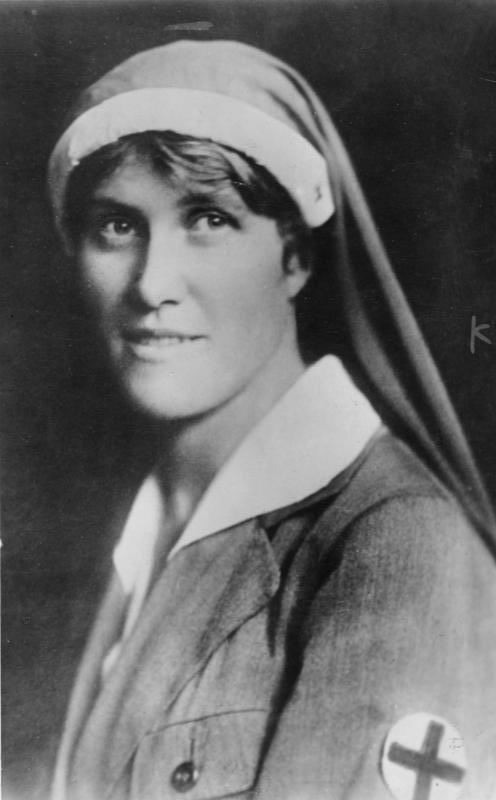
Эльза Брендстрём в 1929 году

В 1922 году Брендстрём опубликовала свою книгу «Среди военнопленных в России и Сибири 1914—1920». На полученный от книги гонорар Брендстрём создавала санатории и дома для детей-сирот под Лейпцигом и Дрезденом. В эти годы она также занималась оказанием помощи бывшим военнопленным в реабилитационном санатории для немецких солдат в Marienborn-Schmeckwitz. Санаторий окружали поля, леса и луга, на которых можно было выращивать овощи, что оказалось нужным делом в то голодное и нестабильное время, когда даже немецкая марка теряла в цене каждый день.
В 1923 году она провела шесть месяцев в Соединенных Штатах, читала там благотворительные лекции и занималась сбором денег на строительство интерната для детей погибших и получивших увечье немецких и австрийских военнопленных. В этой поездке она побывала в 65 американских городах и собрала около 100 000 долларов. В Америке Брендстрём носила одежду шведского Красного Креста и рассказывала о своей работе в Сибири в годы войны.
В январе 1924 года она основала в немецком городе Митвайда детский дом «Neusorge», рассчитанный на 200 детей. В Сибири она давала обещания немецким солдатам, что будет оказывать помощь их детям на их родине.
В 1929 году Эльза вышла замуж за немецкого профессора философии, референта Министерства народного образования Саксонии Готлоба Генриха Роберта Улиха (Heinrich Gottlob Robert Ulich), переехала вместе с ним в Дрезден. Получила двойную фамилию Brändström-Ulich. В 1932 году в семье родилась дочь Брита. 11 мая 1930 года в г. Вурцен, Германия при участии Эльзы Брендстрём был открыт мемориал павшим в Первой мировой войне.
В 1933 году, после прихода к власти Гитлера, Роберт Улих, бывший членом Социал-демократической партии Германии, в знак протеста оставил свои должности. Несмотря на высокий социальный статус его жены, стал возможным его арест. Известно, что Гитлер приглашал Эльзу в Оберзальцберг (Obersalzberg) и собирался с ней встретиться, но она от приглашения отказалась.
В 1934 году Роберт Улих вместе с семьей эмигрировал в США. Там Эльза оказывала помощь немецким евреям, прибывающим в страну немецким и австрийским беженцам. В 1939 году Эльза открыла в США ресторан «Window-Shop», в котором давала работу беженцам.

### В годы Второй мировой войны
В конце Второй Мировой войны она продолжила заниматься оказанием помощи голодающим и бездомным немцам. Собрала большие деньги от американцев немецкого происхождения , от имени «Фонда защиты детей» ездила с лекциями по Европе.
Ещё до окончания Второй мировой войны Эльза Брендстрём начала последний крупный проект своей жизни: она собирала одежду для детей в нуждающейся Германии. У неё были деревянные ящики, приспособленные для транспортировки вещей. Первые ящики были доставлены в Европу шведским судном. В феврале 1945 года Эльза сама отправилась в Швецию, чтобы организовать дальнейшую помощь.
Будучи больной, Эльза не смогла после войны осуществить планируемую поездку по Германии, она скончалась в 4 марта 1948 года от рака костей, была похоронена в Швеции. Её дочь Брита вместе с мужем Робертом вернулись в Германию.

## Награды и звания

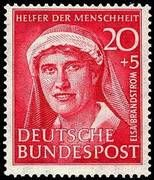
Эльза Брендстрём на немецкой марке 1951 года

- Золотая медаль Шведского красного креста (1919).
- Эльза Брендстрём награждалась в Швеции орденами и медалями, среди них — золотая медаль Шведского королевского ордена — Медаль Серафимов (швед. Serafimermedaljen)
- Звание почётного доктора Университета в Упсале.
- Медаль в золоте Иллис Кворум (Illis Quorum, 1920)
- Эльза Брендстрём пять раз номинировалась на получение Нобелевской премии мира: в 1922, дважды в 1923, 1928 и 1929 годах[6].
- В Германии Эльза Брендстрём получила звание почётного доктора университетов Тюбингена и Кёнигсберга, избиралась почётным членом Совета Университета Халле-Виттенберга. В 1920 году была награждена Серебряной медалью.

### Память

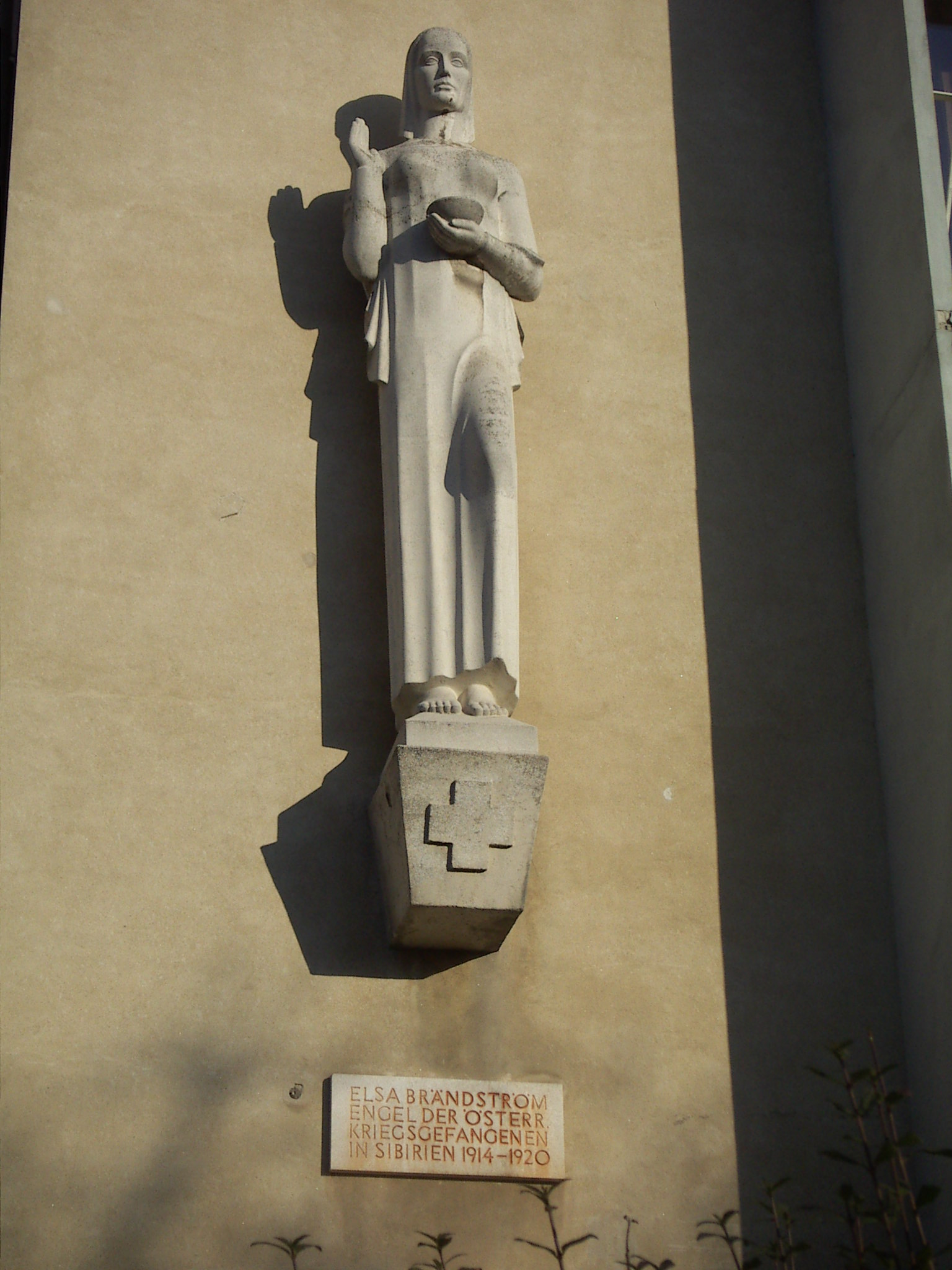
Скульптура в память о Эльзе Брандстрем в городе Кремс-ан-дер-Донау с мемориальной доской

16 сентября 1965 года в Вене, перед открытием ХХ Международной конференции Красного Креста, шведской медсестре Эльзе Брендстрём, в знак признательности её заслуг по организации помощи немецко-австрийским военнопленным во время Первой Мировой Войны, был открыт памятник работы скульптора Роберта Ульмана (Robert Ullmann).
В настоящее время в Германии и Австрии есть улицы, школы и учреждения, названные в честь Эльзы Брендстрём, на одном из зданий в австрийском городе Кремс-ан-дер-Донау установлена скульптура женщины с надписью: «Эльза Брендстрём. Ангел австрийских военнопленных в Сибири 1914—1920». В её честь в 1951 году, в ФРГ, в серии «Благотворительность» вышла почтовая марка.
В 1971 году в ФРГ был снят телевизионный фильм «Этапы одной необыкновенной жизни (Stationen eines ungewöhnlichen Lebens)» о жизни в Сибири Эльзы Брандстрём. В 2013 году в Германии был выпущен памятный почтовый конверт, посвященный 125-летию со дня рождения Эльзы Брендстрём. В 2014 году в Германии был снят фильм серии «История Центральной Германии» — «Эльза Брендстрём — Ангел Сибири».
4 марта в Германии стал Днём памяти Эльзы Брендстрём.

## Литература

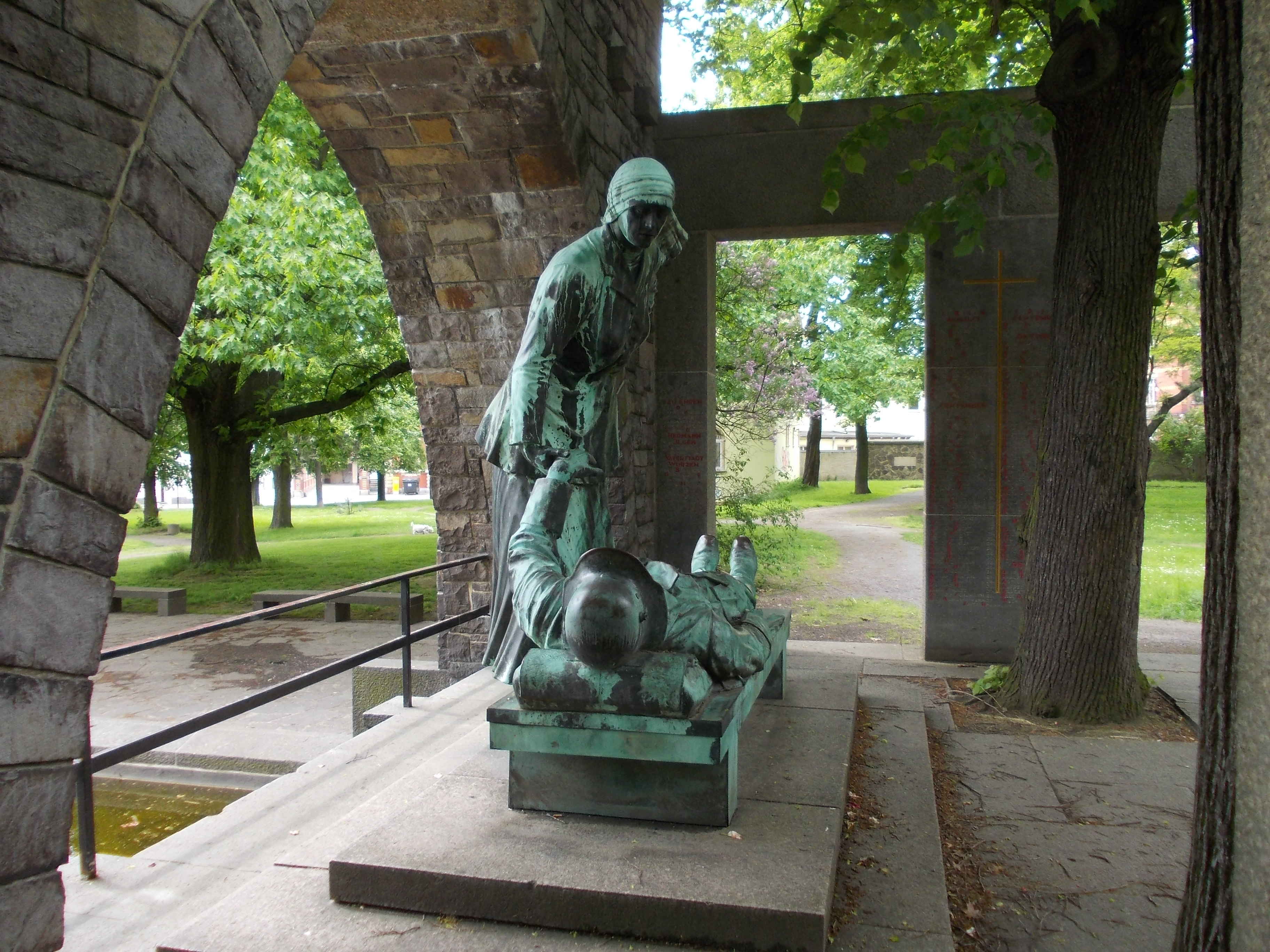
Мемориал павшим в Первой мировой войне, открыт Эльзой Брендстрём 11 мая 1930 года, г. Вурцен, Германия